# Addicted (album, Gurd)
Addicted (v českém překladu z angličtiny závislý/-á) je druhé studiové album švýcarské thrash/groove metalové kapely GurⱭ. Bylo vydáno v listopadu 1995 hudebním vydavatelstvím Major Records. Ve stejném roce vyšlo kapele i debutové dlouhohrající album Gurd.

## Seznam skladeb
1. HxHxHx – 4:12
2. Learn – 3:26
3. Chill Out – 3:26
4. Feel The Silence – 4:32
5. Ghost – 5:25
6. Face To Face – 3:48
7. Red House – 5:28
8. Give In – 5:05
9. Down And Out – 5:00
10. Higher – 4:15
11. Too Vicious – 2:20

## Sestava
- V.O. Pulver – vokály, kytara
- Tommy Baumgärtner – kytara
- Tobias Roth – bicí
- Marek Felis – baskytara